# 'U Panarijdde
'U Panaridde fu un settimanale folcloristico tarantino di politica, satira e vita cittadina, fondato nel 1902 da Vincenzo Leggieri, redatto successivamente dal figlio Edmondo Leggieri e non più stampato a partire dal 1953.
Il nome deriva dal termine "Panarijdde" del dialetto tarantino, che, come sottotitola la testata, "ié quidde piccinne ca non lasse de pede a nisciune" (è quel bambino che non lascia perdere nessuno); si riferisce, in pratica, al classico "bambino di strada", non necessariamente in grave stato di abbandono.